# Prêmio Lo Nuestro para Artista Pop Feminino do Ano
O Prêmio Lo Nuestro para Artista Pop Feminino do Ano é uma das categorias dos Prêmios Lo Nuestro apresentados anualmente pela emissora televisiva estadunidense Univision. O prêmio é concedido a artistas musicais do sexo feminino em reconhecimento pela excelência sonora de suas respectivas realizações ao longo do ano anterior à cerimônia, sendo uma das subcategorias do campo "Pop" da premiação. Originalmente, os indicados e vencedores desta categoria eram previamente selecionados através de votação entre estações de rádio de língua espanhola nos Estados Unidos e também com base no desempenho nas paradas musicais latinas da Billboard. Entretanto, no formato atual, a categoria é elegível por votação virtual.
Ao longo de sua história, a categoria "Artista Pop Feminino do Ano" têm sido apresentada continuamente pela Univision desde 1989. A cantora espanhola Isabel Pantoja foi a primeira vencedora desta categoria em 1989, sendo seguida pela cantora mexicana Ana Gabriel que venceu por quatro anos consecutivos de 1990 a 1993, sendo indicada também outras duas vezes. A cantora e compositora colombiana Shakira é a artista mais premiada da categoria contabilizando um total de 12 indicações e 9 vitórias. A cantora mexicana Jenni Rivera, a cubano-americana Gloria Estefan, a cantora e compositora italiana Laura Pausini e as cantoras mexicanas Thalía e Paulina Rubio receberam três edições da categoria cada uma delas.

## Vencedores e indicados

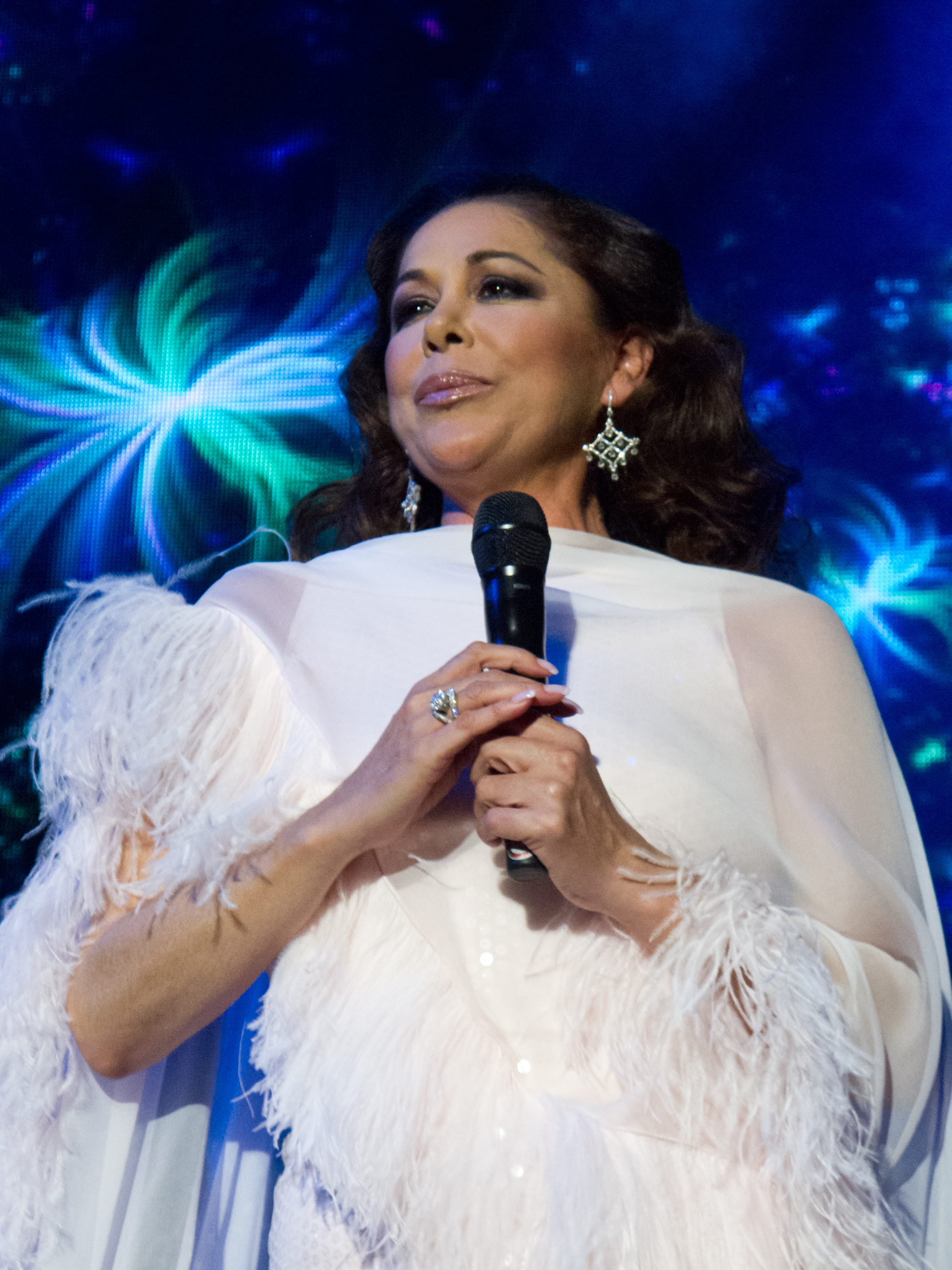
Isabel Pantoja venceu a primeira edição da categoria, em 1989.

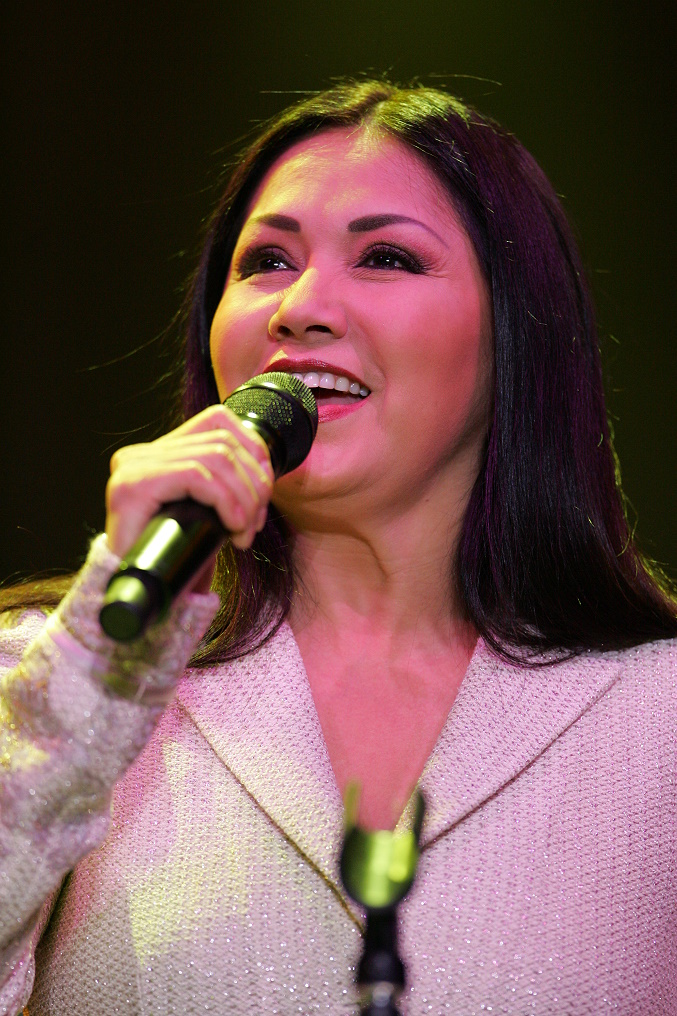
Ana Gabriel venceu a categoria em quatro edições consecutivas, de 1990 a 1994.

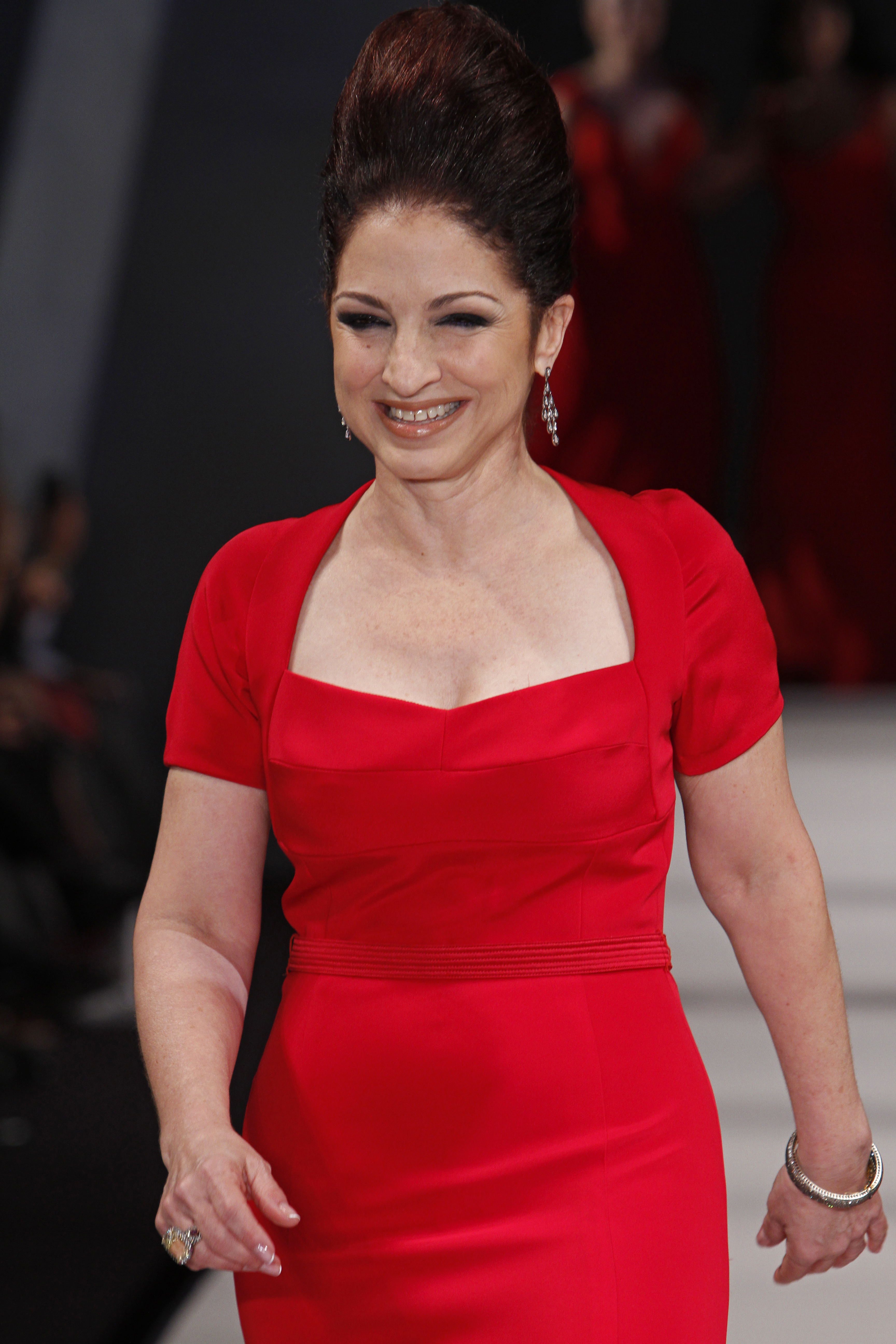
Gloria Estefan, vencedora da categoria em 1994 e 1996.

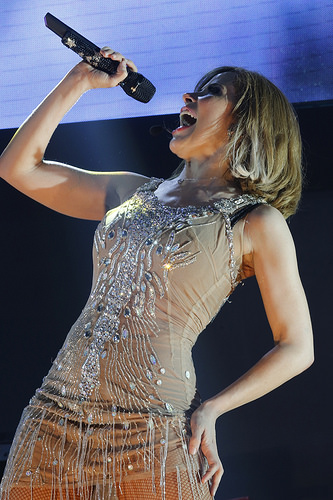
Gloria Trevi possui 8 indicações e 1 vitória na categoria.

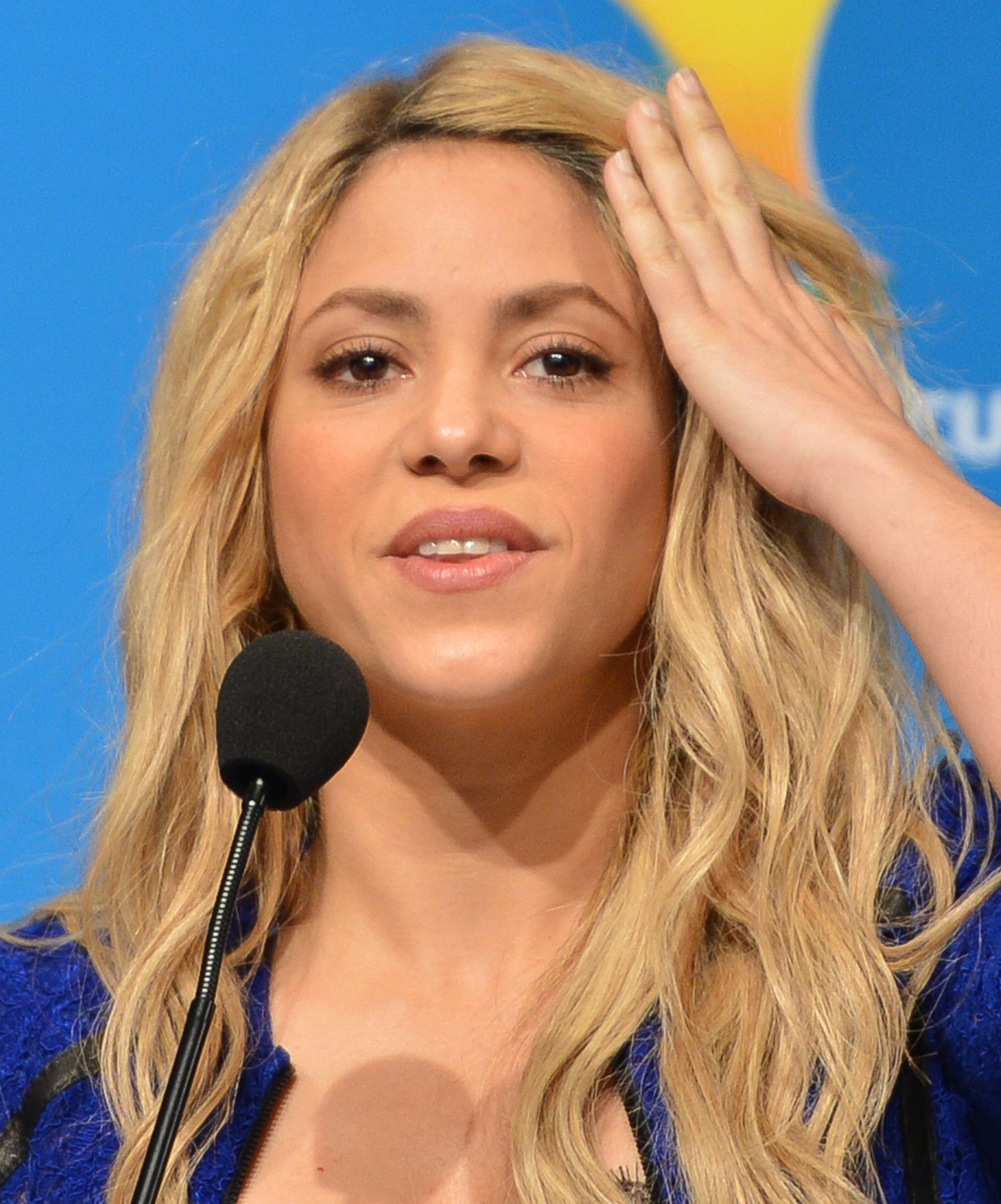
Shakira é a maior vencedora da categoria, totalizando nove vitórias.

| Ano  | Vencedor           | País de origem | Indicados | Ref.  |
| ---- | ------------------ | -------------- | --- | ----- |
| 1989 | Isabel Pantoja     | Espanha        | - Ana Gabriel - Yolandita Monge - Yuri                                                                                                   |       |
| 1990 | Ana Gabriel        | México         | - Rocío Dúrcal - Marisela - Isabel Pantoja                                                                                               |       |
| 1991 | Ana Gabriel        | México         | - Gloria Estefan - Myriam Hernández - Daniela Romo                                                                                       |       |
| 1992 | Ana Gabriel        | México         | - Vikki Carr - Daniela Romo - Gloria Trevi                                                                                               |       |
| 1993 | Ana Gabriel        | México         | - Daniela Romo - Paulina Rubio - Gloria Trevi                                                                                            |       |
| 1994 | Gloria Estefan     | Cuba           | - Ana Gabriel - Lucero - Ednita Nazario                                                                                                  |       |
| 1995 | Selena             | Estados Unidos | - Gloria Estefan - Ana Gabriel - Yuri |       |
| 1996 | Gloria Estefan     | Cuba           | - Rocío Dúrcal - Lucero - Thalía |       |
| 1997 | Shakira            | Colômbia       | - Laura Pausini - Olga Tañón - Thalía |       |
| 1998 | Thalía             | México         | - Rocío Dúrcal - Laura Flores - Lucero                                                                                                   |       |
| 1999 | Shakira            | Colômbia       | - Gloria Estefan - Fey - Olga Tañón |       |
| 2000 | Shakira            | Colômbia       | - Jennifer Lopez - Noelia - Jaci Velasquez                                                                                               |       |
| 2001 | Christina Aguilera | Estados Unidos | - Paulina Rubio - Shakira - Jaci Velasquez                                                                                               |       |
| 2002 | Paulina Rubio      | México         | - Christina Aguilera - Laura Pausini - Jaci Velasquez                                                                                    |       |
| 2003 | Shakira            | Colômbia       | - Alejandra Guzmán - Pilar Montenegro - Jennifer Peña - Laura Pausini - Thalía                                                           |       |
| 2004 | Shakira            | Colômbia       | - Millie Corretjer - Soraya - Thalía |       |
| 2005 | Paulina Rubio      | México         | - Ednita Nazario - Jennifer Peña - Thalía                                                                                                |       |
| 2006 | Laura Pausini      | Itália         | - Jimena - Julieta Venegas - Paulina Rubio                                                                                               |       |
| 2007 | Shakira            | Colômbia       | - Anaís - Laura Pausini - Julieta Venegas                                                                                                |       |
| 2008 | Belinda            | Espanha        | - Paulina Rubio - Julieta Venegas - Yuridia                                                                                              |       |
| 2009 | Gloria Trevi       | México         | - Kany García - Alejandra Guzmán - Julieta Venegas - Yuridia                                                                             |       |
| 2010 | Laura Pausini      | Itália         | - Fanny Lu - Paulina Rubio - Gloria Trevi                                                                                                |       |
| 2011 | Shakira            | Colômbia       | - Nelly Furtado - Kany García - Paulina Rubio - Thalía                                                                                   |       |
| 2012 | Shakira            | Colômbia       | - Gloria Trevi - Natalia Jiménez - Norka                                                                                                 |       |
| 2013 | Jenni Rivera       | Estados Unidos | - Paulina Rubio - Shakira - Gloria Trevi                                                                                                 |       |
| 2014 | Jenni Rivera       | Estados Unidos | - Paulina Rubio - América Sierra - Thalía - Yuridia                                                                                      |       |
| 2015 | Shakira            | Colômbia       | - Becky G - Alejandra Guzmán - Laura Pausini - Gloria Trevi                                                                              |       |
| 2016 | Natalia Jiménez    | Espanha        | - Shakira - Thalía - Gloria Trevi |       |
| 2017 | Thalía             | México         | - Leslie Grace - Sofia Reyes - Gloria Trevi                                                                                              | [ 6 ] |
| 2023 | Shakira            | Colômbia       | - Camila Cabello - Christina Aguilera - Ednita Nazario - Gloria Trevi - Kany García - Laura Pausini - Paulina Rubio - Sofía Reyes - Yuri | [ 7 ] |